# ورزشگاه مک‌پارک
ورزشگاه مک‌پارک (به هلندی: MAC³PARK Stadion) یک ورزشگاه چند منظوره در زووله، هلند است. بیشتر برای مسابقات فوتبال مورد استفاده قرار می‌گیرد و میزبان بازی‌های خانگی پک زووله است. این ورزشگاه ظرفیت رسمی ۱۴٬۰۰۰ نفر را دارد. این ورزشگاه جایگزین ورزشگاه اوسترنکستادیون به‌عنوان زمین خانگی پک زووله شد.

در ۱۲ ژوئیه ۲۰۱۲ پک زووله نام جدید زمین خانگی خود یعنی ایسلدتا استادیون را اعلام کرد. نام فعلی، ورزشگاه مک‌پارک، در نوامبر ۲۰۱۵ رونمایی شد و در ۱ ژوئیه ۲۰۱۶ رسماً به تصویب رسید.